# NGC 2889
NGC 2889 é uma galáxia espiral barrada (SBc) localizada na direcção da constelação de Hydra. Possui uma declinação de -11° 38' 36" e uma ascensão recta de 9 horas, 27 minutos e 12,5 segundos.
A galáxia NGC 2889 foi descoberta em 19 de Março de 1786 por William Herschel.